# Bonito (Mato Grosso do Sul)

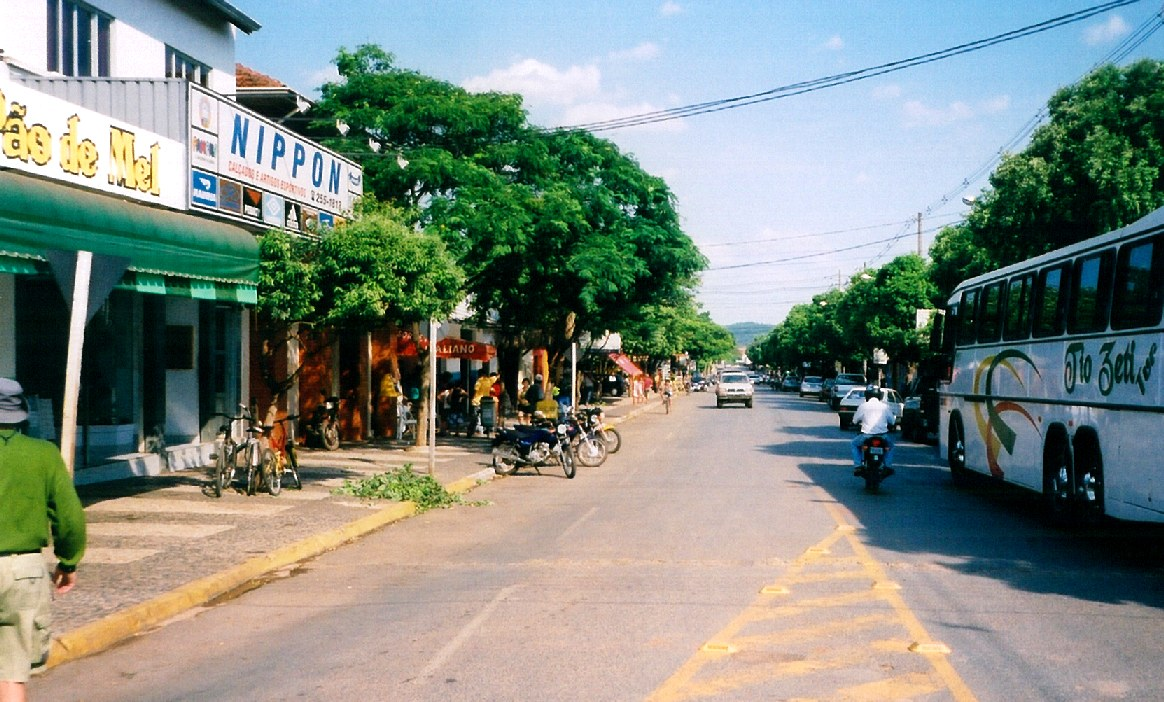
Bonito

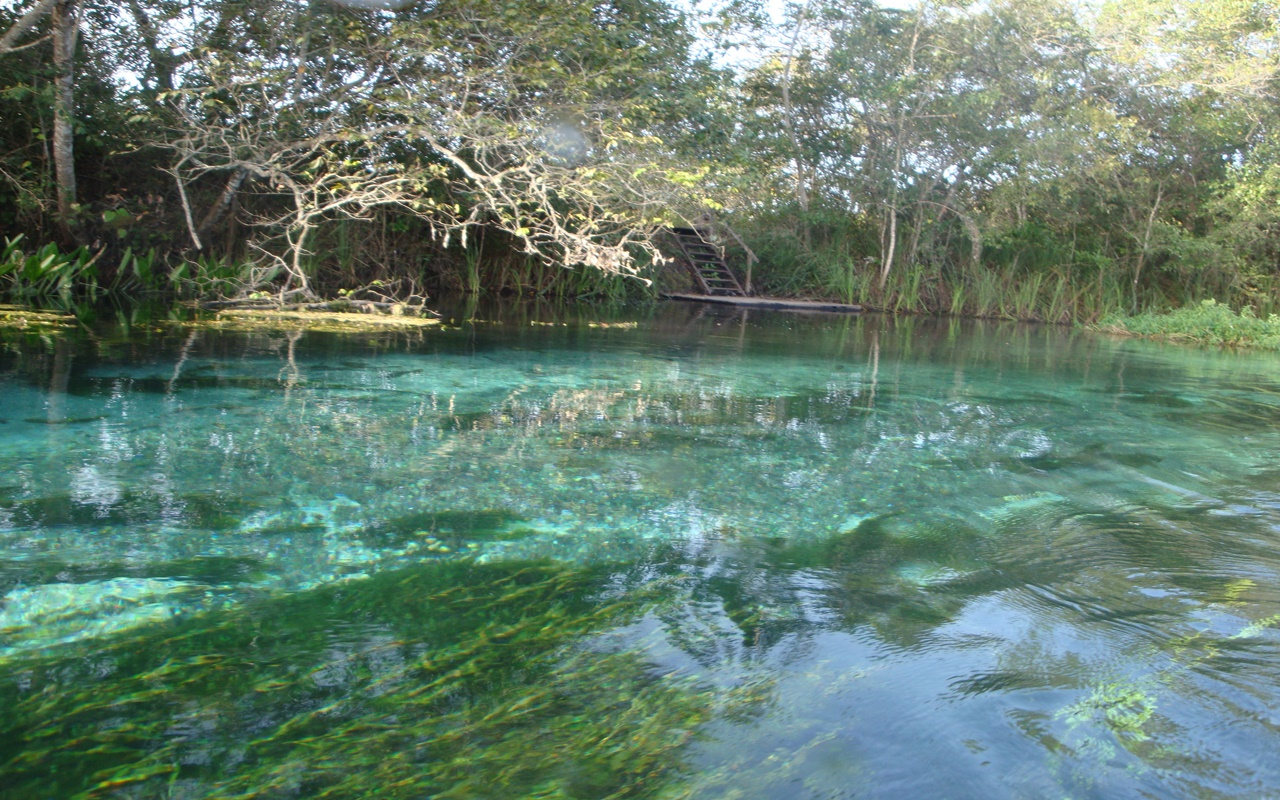
Fiume Sucuri

Bonito è un comune del Brasile nello Stato del Mato Grosso do Sul, parte della mesoregione del Sudoeste de Mato Grosso do Sul e della microregione di Bodoquena.